# George Edmund Foss

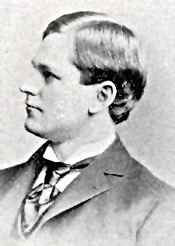
George Edmund Foss

George Edmund Foss (* 2. Juli 1863 in West Berkshire, Vermont; † 15. März 1936 in Chicago, Illinois) war ein US-amerikanischer Politiker. Zwischen 1895 und 1919 vertrat er zweimal den Bundesstaat Illinois im US-Repräsentantenhaus.

## Werdegang
George Foss war der jüngere Bruder von Gouverneur Eugene Foss (1858–1939). Er besuchte die öffentlichen Schulen seiner Heimat und studierte danach bis 1885 an der Harvard University. Nach einem anschließenden Jurastudium an verschiedenen Universitäten und seiner 1889 erfolgten Zulassung als Rechtsanwalt begann er in Chicago in diesem Beruf zu arbeiten. Gleichzeitig schlug er als Mitglied der Republikanischen Partei eine politische Laufbahn ein.
Bei den Kongresswahlen des Jahres 1894 wurde Foss im siebten Wahlbezirk von Illinois in das US-Repräsentantenhaus in Washington, D.C. gewählt, wo er am 4. März 1895 die Nachfolge von Thomas J. Henderson antrat. Nach acht Wiederwahlen konnte er bis zum 3. März 1913 neun Legislaturperioden im Kongress absolvieren. In diese Zeit fiel der Spanisch-Amerikanische Krieg von 1898. Seit 1903 vertrat Foss den zehnten Distrikt seines Staates. Von 1899 bis 1911 leitete er den Ausschuss für maritime Angelegenheiten. Im Jahr 1912 wurde er nicht wiedergewählt.
Bei den Wahlen des Jahres 1914 wurde Foss erneut im zehnten Bezirk seines Staates in den Kongress gewählt. Nach einer Wiederwahl absolvierte er dort zwischen dem 4. März 1915 und dem 3. März 1919 zwei weitere Legislaturperioden, die von den Ereignissen des Ersten Weltkrieges geprägt waren. 1918 verzichtete er auf eine weitere Kandidatur. Stattdessen strebte er erfolglos die Nominierung seiner Partei für die Wahlen zum US-Senat an.
Nach dem Ende seiner Zeit im US-Repräsentantenhaus praktizierte George Foss wieder als Anwalt. Im Jahr 1932 bewarb er sich erfolglos um die Rückkehr in den Kongress. Er starb am 15. März 1936 in Chicago, wo er auch beigesetzt wurde.